# Star City, Arkansas
Star City là một thành phố thuộc quận Lincoln, tiểu bang Arkansas, Hoa Kỳ. Năm 2010, dân số của thành phố này là 2274 người.

## Dân số
- Dân số năm 2000: 2471 người.
- Dân số năm 2010: 2274 người.